# Центар за посебне намене ФСБ Русије
Центар за посебне намене ФСБ Русије (рус. Центр специального назначения ФСБ России) је јединица за специјалних снага Федерална служба безбедности Руске Федерације (ФСБ). Основана је 8. октобра 1998. године као независна структура у систему ФСБ Русије. Шеф централне службе безбедности директно је подређен првом заменику директора ФСБ Русије..
Главни задатак Централне службе безбедности ФСБ Русије је борба против међународног тероризма на територији Руске Федерације и шире, што укључује идентификацију, спречавање, сузбијање, обелодањивање и истрагу терористичких аката оперативним, борбеним и другим мерама.).

## Историја формирања
Центар за посебне намене ФСБ Русије створен је 8. октобра 1998. године на иницијативу председника ФСБ Русије Владимира Путина обједињавањем безбедносних агенција у јединствен колектив специјалних снага.
Одлука о оснивању Центра настала је због растуће претње од ширења међународног тероризма и екстремизма. Стварање Центра омогућило је обједињавање напора посебних јединица безбедносних агенција током специјалних оперативно-борбених операција на сузбијању терористичких аката и пружању сигурности оперативно-потражним активностима за сузбијање организованих криминалних структура.

## Активности
Према подацима с почетка 2014. године, током петнаест година свог постојања, службеници Централне службе безбедности ФСБ Русије самостално или у сарадњи с различитим јединицама спровели су бројне оперативне и борбене акције, током којих је заплењена значајна количина оружја, муниције, експлозива, ослобођено стотине талаца које су теросристи заробили и неутралисали активне чланове банди, укључујући и њихове вође као што су Салман Радуев, Арби Бараев, Аслан Масхадов, Раппани Кхалилов, Анзор Астемиров, припадници међународне терористичке организације Ал-Каида на северном Кавказу Абу Умар, Абу Хафс, Сафе Ислам и други..
Према медијским извештајима, службеници Центра учествују у руској војној операцији у Сирији. 1. фебруара 2020. као последица експлозије копнене мине погинула су четири командоса [6].
Током година свог деловања, ОСНАЗ ФСБ Русије доделио је државним службеницима више од две хиљаде ордена, двадесет војника је добило почасну титулу "Херој Руске Федерације".

## Управа
Шефови Централне службе безбедности ФСБ Русије [7]:
Валери Г. Андреев, генерал-мајор (8-21. Октобар 1998.);
Александер Евгенијевич Тихонов, генерал пуковник (22. октобар 1998. - данас).

## Структура
Структура Русије ТсСН укључује следеће специјалне снаге [2] [3]:
- Управа „А“ („Алфа“);
- Управа "Б" ("Вимпел");
- Управа „Ц“ („Торнадо“) (УСО) Централне статистичке службе ФСБ Русије (Москва);
- Управа "К" ("Кавказ") (раније - Служба посебне намене за град Ессентуки (СН));
- 2. сервис "СН" ОЗНАС ФСБ Русије (Крим);
- Специјална служба оружја (СТ)